# Stekene
Stekene är en kommun i Belgien.   Den ligger i provinsen Östflandern och regionen Flandern, i den nordvästra delen av landet, 50 km nordväst om huvudstaden Bryssel. Antalet invånare är 17 403.
Omgivningarna runt Stekene är en mosaik av jordbruksmark och naturlig växtlighet. Runt Stekene är det tätbefolkat, med 659 invånare per kvadratkilometer.